# Mama Don't Worry (Still Ain't Dirty)
Mama Don't Worry (Still Ain't Dirty) è un singolo della rapper statunitense Bhad Bhabie, pubblicato l'11 dicembre 2017.

## Tracce
1. Mama Don't Worry (Still Ain't Dirty) – 2:59